# Јабука (планина)
Јабука је планина и висораван на граници Србије и Црне Горе, између градова Пријепоља и Пљеваља. Највиши врх Слатина је висок 1.412 метара.